# Granuloppia neonominata
Granuloppia neonominata är en kvalsterart som beskrevs av Subías 2004. Granuloppia neonominata ingår i släktet Granuloppia och familjen Granuloppiidae. Inga underarter finns listade i Catalogue of Life.